# Hilário de Santa Rosa
Hilário de Santa Rosa O.F.M. (em chinês:  羅沙, Lisboa, 1 de março de 1693 — Lisboa, 30 de março de 1764) foi um sacerdote católico e bispo português de Macau.
Foi nomeado bispo de Macau a 11 de fevereiro de 1739 e confirmado a 19 de dezembro de 1740. Chegou a Macau em 1742. Até à sua chegada, José Gonçalves Pereira foi governador do bispado. Em 1743, tornou-se provedor da Santa Casa da Misericórdia e mandou reparar a Sé Catedral. Censurou a existência de demasiadas mulheres em Macau e o negócio das muichais, que eram crianças chinesas retidas como criadas. Partiu para Lisboa em 1750, onde resignou em 1752.